# Armagnac (voilier)
Pour les articles homonymes, voir Armagnac.
L'Armagnac est une classe de voiliers habitables construites au chantier naval Aubin, sur plans de Philippe Harlé. La coque à bouchains vifs est en contreplaqué. « Grand frère » du Muscadet, il préfigure les voiliers de croisière côtière familiale tels que l'Arpège. On distingue 3 versions.

## Evolution
Long de 8 mètres à l'origine, l'Armagnac, en contre-plaqué à double bouchain, est rallongé de 55 cm et élargi de 12 cm en 1972, avec un safran non plus articulé au tableau mais suspendu sous la voûte derrière un aileron. Le roof qui était en contreplaqué sera finalement construit en stratifié.

## Compétition
En 1966, Les Armagnacs Raki et Iskra II remportent les deux premières places de la coupe de l'Atlantique disputée à La Rochelle.
L'Armagnac est régulièrement engagé au départ des épreuves du Tour du Finistère,.

En 2015, les équipages qui engagent un Armagnac au départ du Tour du Finistère, voient leur frais d'inscription remboursés. L'objectif est de « donner un nouveau souffle aux plus petites catégories de bateaux qui verront là une concurrence accrue. Nous attendons au moins une dizaine d’Armagnac ».

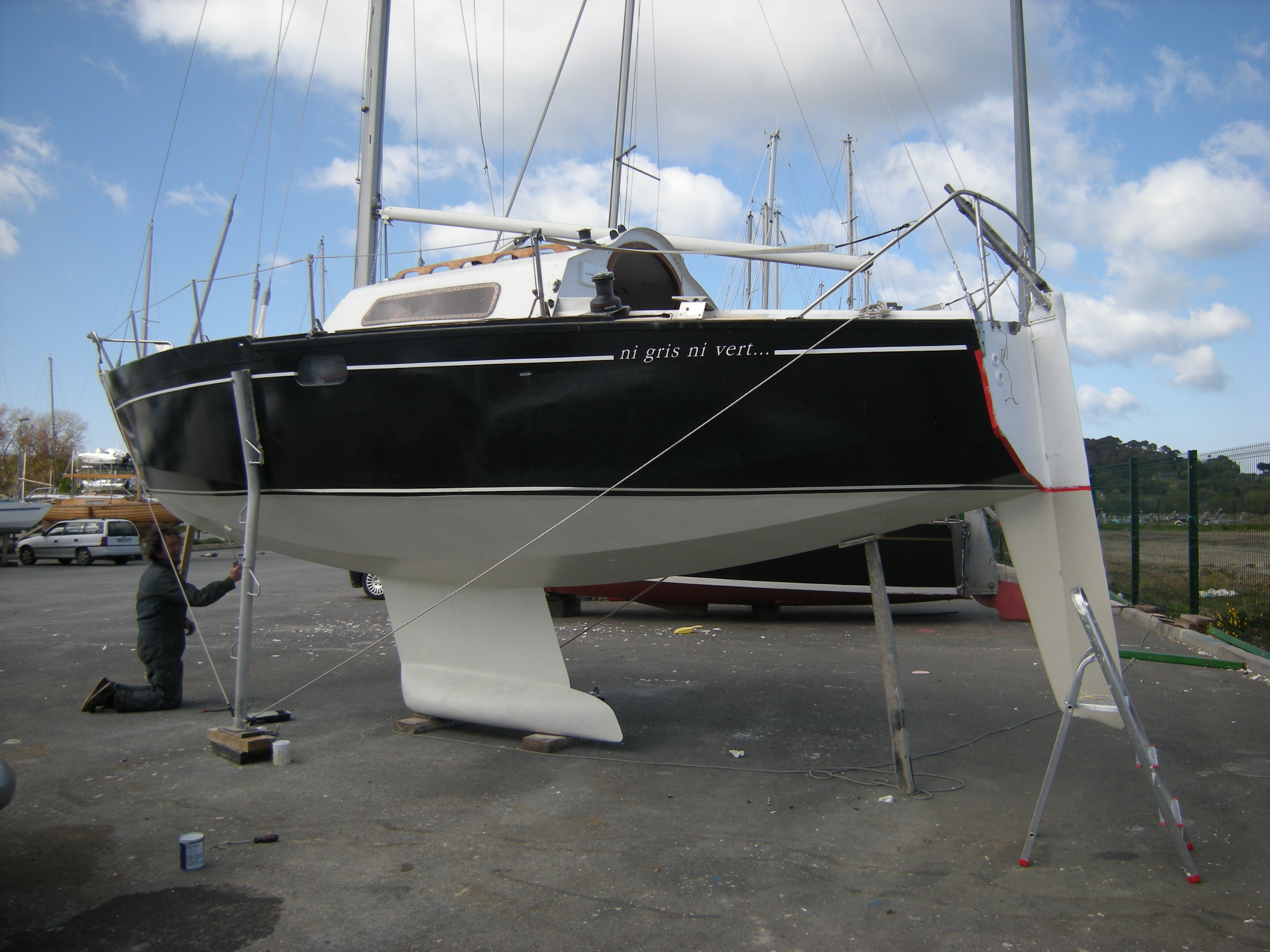
Armagnac Ni gris ni vert en carénage